# (32072) Revanur
2000 JL61 (asteroide 32072) é um asteroide da cintura principal. Possui uma excentricidade de 0.16436670 e uma inclinação de 1.03429º.
Este asteroide foi descoberto no dia 7 de maio de 2000 por LINEAR em Socorro.